# La Dyle
La Dyle is een Belgisch historisch merk van motorfietsen.
La Dyle is een zeer onbekend merk. Het produceerde van 1950 tot 1952 lichte motorfietsen en tandemmotorfietsen met 98cc en 150cc-Sachs-tweetaktmotoren.

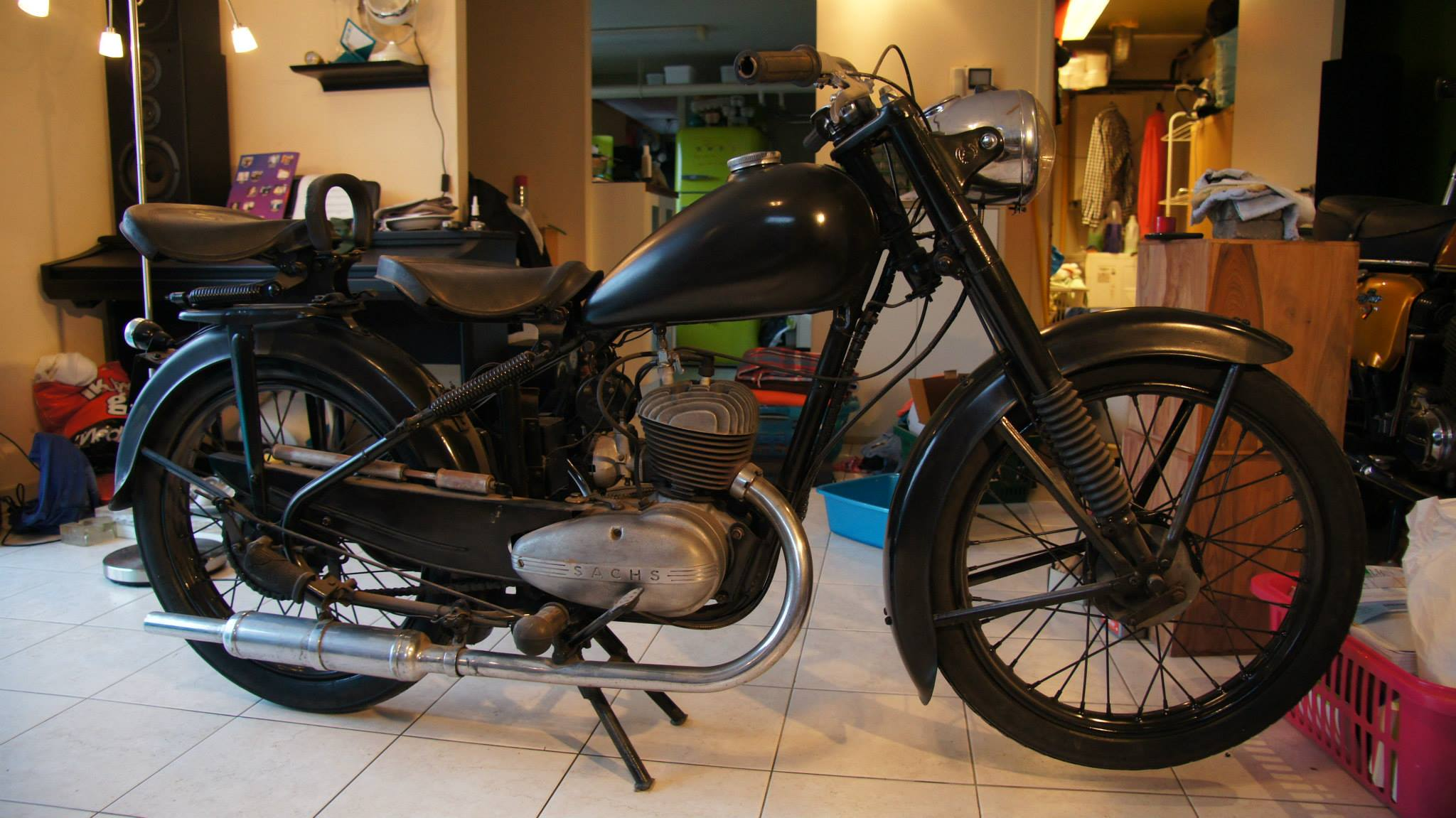
La Dyle 150cc Bouwjaar 1951, helaas niet in origineel kleur